# 長谷川貞信 (2代目)
二代 長谷川 貞信（にだい はせがわ さだのぶ、嘉永元年（1848年）10月18日- 昭和15年（1940年）6月21日）は、明治時代から昭和時代にかけての大坂の浮世絵師。

## 来歴
初代長谷川貞信の長男。本名は徳太郎。天下茶屋に住んでいた。後に岸の里に隠退、その地で没した。父の初代貞信の他、歌川芳梅にも学ぶ。初め小信（このぶ）と称した。慶応元年（1865年）頃から小信の号で描き、明治8年（1875年）に父から貞信の名を譲り受け、2代目長谷川貞信と称した。初代貞信は役者絵や「浪花百景」などの風景版画の分野を得意として、幕末から明治初年にかけて上方浮世絵界で活躍したが、2代貞信もその伝統を受け継いで役者絵を主に描いている。その他に神戸名所、浪花名所、浪花十二景など開化期の風景画、風俗画、玩具絵、武者絵、戦争絵、美人画、『日々新聞』の挿絵や銅版画を手がけている。小信を名乗っている頃には、「播州神戸海岸繁栄之図」を初めとして神戸・大阪（川口）の居留地などを舞台に、鉄道、鉄橋、西洋館など明治初年の文明開化の風俗をよく描いた。小信時代に描かれた神戸を題材にした開化絵は、開港当時の風俗や居留地の景観を知る数少ない資料として貴重である。また、貞信を継いだ後は、錦絵新聞や西南戦争に題材を求めた錦絵を多く手がけた。銅版画や石版画が普及し、浮世絵の需要が衰えた明治10年（1877年）以降には、商店の引き札（広告）や輸出茶の商標、芝居絵の番付なども描いている。また明治17年（1884年）、中判の役者絵が忠信であった上方役者絵界に大判の判型を復活させている。大阪の文化・芸術を取り上げた月刊誌『郷土研究上方』は1931（昭和6）年1月から1944（昭和19年）4月まで151号発行され、その内の95号の表紙絵を手掛けた。明治43年ころまで作画をしている。享年93。墓所は初代と同じ天鷲寺。法名は明徳院貞信遍照居士。
2代小信は、初代貞信の次男で2代貞信の弟、貞吉が継いだ。また、門人に中村貞以、3代目長谷川貞信らがいる。

## 作品
- 「神戸新福原大門之図」 横長判 明治4年頃
- 「播州神戸海岸繁栄之図」 大判3枚続 神戸市立博物館所蔵 明治4年（1871年）
- 「大阪府鉄道寮ステン所之図」 大判3枚続 明治7年頃
- 「坂府新名所 神戸港」 横大判
- 「長州藩藤村禄平・薩州藩大久保市蔵ら諸藩藩士12名の絵」（玩具絵）細判 関西大学図書館所蔵
- 「薩賊戦争記」 大判3枚続 関西大学図書館所蔵
- 「水戸黄門光国・天津乙女」 大判3枚続 明治11年11月角座、同年12月角座『黄門記八幡大薮』より
- 「道頓堀角劇場繁栄之図 大判4枚続 明治17年 和泉市久保惣記念美術館所蔵
- 『雨夜のつれつれ三題咄』 噺本 文福社中作
- 『おとし噺』 噺本 文福社中作
- 『為朝一代記』 絵本
- 『文の枝折』 艶本
- 「船上美人図」　絹本着色 熊本県立美術館所蔵　昭和12年（1937年）
- 「浪花百勝」 絹本著色 短冊組物100枚 大阪歴史博物館所蔵 昭和15年（1940年）[3]

## 参考図書
- 大阪城天守閣編 『錦絵にみる浪花風物誌 特別展初代長谷川貞信没後100年記念』 大阪城天守閣特別事業委員会、1980年
- 日本浮世絵協会編 『原色浮世絵大百科事典』第2巻 大修館書店、1982年 ※44頁
- 「大浮世絵展」企画委員会編 『大浮世絵展』 読売新聞社、2014年